# F-сигма-множество
Fσ-множество (читается F-сигма-множество) — счетное объединение замкнутых множеств.
Обозначение «F-сигма» происходит от первой буквы слова фр. Fermé (замкнутый), и греческой буквы σ (сигма), обозначающей в данном контексте суммирование.
Двойственным понятием к понятию F-сигма-множества является понятие G-дельта-множества.

## Свойства
- В метризуемых пространствах каждое открытое множество является F-сигма-множеством.

- Дополнение к Fσ-множеству является G-дельта-множеством.

- Объединение счетного числа Fσ-множеств является Fσ-множеством.

- Пересечением конечного числа Fσ-множеств является Fσ-множеством.

- F-сигма-множества — то же что {\displaystyle \mathbf {\Sigma } _{2}^{0}} в иерархии Бореля[англ.].

## Примеры
- Каждое замкнутое множество является Fσ-множеством.

- Множество {\displaystyle \mathbb {Q} } рациональных чисел является Fσ-подмножеством вещественной прямой {\displaystyle \mathbb {R} }.
- Дополнение {\displaystyle \mathbb {R} \setminus \mathbb {Q} }, то есть множество иррациональных чисел не является F-сигма-множеством.

- В тихоновских пространствах каждое счётное множество является F-сигма-множеством, поскольку любое одноточечное множество замкнуто.

- Множество на координатной плоскости из всех точек {\displaystyle (x,y)} таких, что {\displaystyle x/y} рационально, является F-сигма-множеством, так как оно является объединением всех прямых, проходящих через начало координат с рациональным угловым коэффициентом.